# 대구 동화사 금당 아미타극락회상도
대구 동화사 금당 아미타극락회상도(大邱 桐華寺 金堂 阿彌陀極樂會上圖)는 대한민국 대구광역시 동구, 동화사에 있는 조선시대의 불화이다. 2012년 1월 30일 대구광역시의 문화재자료 제47호로 지정되었다.

## 개요
고종 24(1887)년 화승(畵僧) 부일(富一)에 의해 조성된 것으로 서방 극락정토에서 아미타불이 설법하는 장면을 묘사하였으며 특히 아미타불의 왼쪽에 어람관음보살이 표현된 것은 후불화에서 이례적인 경우로 19세기 새로운 도상의 변화를 확인할 수 있다.

## 같이 보기
- 동화사

## 참고 자료
- 대구 동화사 금당 아미타극락회상도 - 국가유산청 국가유산포털